# ایستگاه چاپلین
ایستگاه چاپلین (انگلیسی: Chaplin station) یک ایستگاه قطار سبک شهری در حال ساخت در خط ۵ اگلینتون، بخشی از سیستم متروی تورنتو است.